# Вальядолид
Вальядоли́д (исп. Valladolid [baʎaðoˈlið]) — город на северо-западе Испании, один из основных историко-культурных центров страны. С начала XIII по начало XVII века Вальядолид служил местопребыванием двора кастильских и испанских монархов. Ныне административный центр одноимённой провинции в составе автономного сообщества Кастилия и Леон.

## География
Город расположен на реке Писуэрга в месте её слияния с Эсгевой и чуть выше её впадения в Дуэро.

## История
Город Валида (Belad Ulid) впервые упоминается в послании от 1074 года, в котором король Леона Альфонсо VI поручает графу Педро Ансуресу заселить территорию у реки Писуэрга.
Существует две версии возникновения и названия города. Согласно первой город основали римляне, и дали ему имя, состоящее из двух слов: латинского vallis — долина и кельтского tolitum — место слияния вод. Вторая версия та, что основали город арабы, давшие ему название белад валид, в переводе означающее Город Валида (правителя).
В 1208 году король Альфонсо VIII, отобрав город у Ансуресов, переводит из Бургоса в Вальядолид свой двор. В начале XIV века здесь селится на 30 лет королева-регент Кастилии Мария де Молина, перестроив под дворец городскую крепость. В 1346 году папа римский Климент VI предоставляет Вальядолиду право создания университета. В 1420 году в Вальядолиде родился будущий великий инквизитор Томас Торквемада, а в 1506 году здесь умер Колумб. После пожара 1461 года город был отстроен в стиле исабелино.
19 октября 1469 года во дворце Вивария состоялось бракосочетание принцессы Изабеллы Кастильской и принца Фердинанда Арагонского, приведшее к объединению Испании. Говорят, бракосочетание было тайным, так как король Кастилии не дал на него своего разрешения. Свита жениха прибыла в Кастилию, переодевшись купцами. Кроме того, так как жених и невеста были близкими родственниками (кузенами), требовалось разрешение от папы. Необходимый документ получили задним числом, и до сих пор историки сомневаются, был ли он подлинным. После завершения Реконкисты в 1492 году католические короли сделали Вальядолид столицей Испании.

Во время восстания комунерос в 1520 году город присоединился к флагману восстания — Толедо и влиятельнейшим городам страны Сеговии, Саламанке, Авиле и Гвадалахаре, а затем превратился в столицу мятежа на севере страны. В битве при Вильяларе (23 апреля 1521 года) силы комунерос, возглавлявшиеся Хуаном Падильей, были разгромлены, сам он и другие вожди хунты были взяты в плен и казнены. В 1527 году во дворце Пиментелей родился будущий король Испании Филипп II. 
Столицей Испании город пробыл до 1561 года, пока снова не пострадал от пожара. Вальядолид снова становится королевской резиденцией на короткий период с 1601 по 1606 годы, именно в этот промежуток времени здесь родилась Анна Австрийская. Во время войны за испанское наследство Вальядолид принял сторону Филиппа V. Город сильно пострадал в годы франко-испанской войны начала XIX века; многие важнейшие исторические памятники были утрачены безвозвратно.
В связи с тем, что в начале XX века Вальядолид был крупным по испанским меркам промышленным центром, Великая депрессия оказала существенное влияние на рост в этом регионе право-консервативных настроений. Не случайно именно жители Вальядолида в дальнейшем составили основу сторонников Франсиско Франко. Считается, что негативная реакция жителей Вальядолида на свержение короля Альфонсо XIII и установление Второй Испанской Республики послужила толчком для роста антиреспубликанских настроений в стране.

## Население
| Год  | Численность | Численность   |
| ---- | ----------- | ------------- |
| 2001 | 318 293     | [ 5 ]         |
| 2002 | 318 576     | [ 6 ]         |
| 2004 | 321 713     | [ 7 ]         |
| 2005 | 321 001     | [ 8 ]         |
| 2006 | 319 943     | [ 9 ]         |
| 2007 | 316 564     | [ 10 ]        |
| 2008 | 318 461     | [ 11 ]        |
| 2009 | 317 864     | [ 12 ]        |
| 2010 | 315 522     | [ 13 ]        |
| 2011 | 313 437     | [ 14 ]        |
| 2012 | 311 501     | [ 15 ]        |
| 2013 | 309 711     | [ 16 ]        |
| 2014 | 306 830     | [ 17 ]        |
| 2015 | 303 905     | [ 18 ]        |
| 2016 | 301 876     | [ 19 ]        |
| 2017 | 299 715     | [ 20 ]        |
| 2018 | 298 866     | [ 21 ] [ 22 ] |
| 2019 | 298 412     | [ 23 ]        |
| 2020 | 299 265     | [ 24 ]        |
| 2021 | 297 775     | [ 25 ]        |
| 2022 | 295 639     | [ 26 ]        |
| 2023 | 297 459     | [ 27 ]        |
| 2024 | 300 618     | [ 2 ]         |

## Экономика и транспорт
В городе имеется автозавод компании Renault, завод компании Michelin с головным офисом компании на Пиренейском полуострове, другие крупные промышленные предприятия.
В Вальядолиде имеется международный аэропорт. Линия скоростного поезда AVE из Мадрида позволяет преодолеть около 200 км расстояния от столицы за 1 час.

## Культура
С 1956 года проходит один из старейших фестивалей Европы — Международный кинофестиваль в Вальядолиде, также известный как Seminci. Благодаря ему испанские зрители познакомились с такими именами, как Ингмар Бергман, Луис Бунюэль, Франсуа Трюффо, Анджей Вайда, Федерико Феллини, Эрманно Олми и Йылмаз Гюней. Фестиваль известен как своего рода «испытательный полигон» для фильмов, которые были запрещены или имели неоднозначную оценку в обществе. Именно здесь в 1975 году состоялась испанская премьера фильма Стенли Кубрика «Заводной апельсин». Seminci всегда характеризовался своей готовностью идти на риск и вводить новшества в свою программу.

## Спорт
- «Реал Вальядолид» — футбольный клуб, с сезона 2018—2019 г. выступающий в Испанской Примере, «права» на который в виде 51 % акций клуба выкупил бывший легендарный футболист Роналдо. Основан в 1928 году. Домашние матчи проводит на стадионе «Нуэво Хосе Соррилья», вмещающем 26 512 зрителей.

## Достопримечательности
- Главная площадь Пласа-Майор,
- Городской собор[англ.] в стиле эрререско (1585—1688);
- Церкви Сан-Пабло, Сан-Бенито и другие;
- Обширный парк Кампо-Гранде;
- Академия кавалерии (Academia de Caballería);
- Музей Христофора Колумба;
- за городом — замок Пеньяфиель.

- Вальядолидский собор
- Церковь Сан-Пабло (XV век)
- Коллегиум св. Григория (XV век)
- Дворец Санта-Крус (XV век)

## Города-побратимы
- Ахмадабад, Индия (3 июля 2017)[28][29]
- Гвадалахара, Мексика
- Лечче, Италия (2009)[29][28]
- Лилль, Франция (1987)[29][28]
- Ловеч, Болгария (май 2004)[30]
- Морелия, Мексика (1978)[29][28]
- Орландо, США (2006)[31][29][…]
- Флоренция, Италия (2007)[29][28][…]